# Sumo hrvanje
Sumo hrvanje (jap. 相撲), japanski full-contact šport.

## Odlike
U sumo hrvanju je cilj da jedan od hrvača (rikishi) izbaci drugog hrvača iz kružnog borilišta (dohyō) ili ga natjera da dotakne pod s bilo kojim dijelom tijela osim stopala. Šport je nastao u Japanu, u kojem danas jedino ima profesionalni status. Općenito se za njega koristi izraz Gendai Budo (moderna japanska borilačka vještina), iako je takvo tumačenje pogrešno s obzirom na to da šport ima povijest staru nekoliko stoljeća.
Kroz sumo hrvanje su očuvane mnoge drevne tradicije, a i današnji šport ima mnoge ritualne elemente, kao čišćenje solju, a što potiče iz doba kada se sumo koristio u šintoističkoj religiji. Život rikishija je, pak, strogo kontroliran, a pravila određuje sumo udruženje. Većina sumo hrvača moraju živjeti u zajedničkim "sumo učilištima" – u Japanu poznatim kao heya – gdje se svaki aspekt njihovog dnevnog života – od prehrane do načina odijevanja – temelji na strogom tumačenju tradicije.

## Vanjske poveznice
- sumo.or.jp  Arhivirana inačica izvorne stranice od 15. lipnja 2006. (Wayback Machine)
- banzuke.com
- Sumo FAQ  Arhivirana inačica izvorne stranice od 23. prosinca 2014. (Wayback Machine)